# Khalifa University
Die Khalifa University (arabisch جامعة خليفة, DMG Ǧāmiʿat Ḫalīfa) ist eine öffentliche Forschungsuniversität in Abu Dhabi, Vereinigte Arabische Emirate, mit einem Satellitencampus in Sharjah.

## Geschichte
Ihren Ursprung hat die Universität im Ort Sharja, wo sie im Jahr 1989 als Etisalat College of Engineering (ECE) gebaut wurde, um die staatliche Emiratische Gesellschaft für Telekommunikation Etisalat mit technologisch ausgebildeten Arbeitskräften zu versorgen.
Im Jahr 2007 erfolgte durch ein Dekret des Präsidenten der VAE, Sheikh Chalifa bin Zayid Al Nahyan die Umwandlung in eine Universität. Seine Absicht war es, das Emirat durch eine Umstellung auf eine wissensbasierte Wirtschaft, für eine Zeit nach der Ölförderung zu diversifizieren.

## Studiengänge
Die Khalifa University bietet 12 Studienabschlüsse auf Undergraduate-Ebene:
- B.Sc. in Aerospace Engineering
- B.Sc. in Biomedical Engineering
- B.Sc. in Civil Engineering
- B.Sc. in Communication Engineering
- B.Sc. in Computer Engineering (mit optionaler Vertiefung in Software Systems)
- B.Sc. in Electrical and Electronic Engineering (mit optionaler Vertiefung in Power Systems)
- B.Sc. in Industrial and Systems Engineering
- B.Sc. in Mechanical Engineering
- B.Sc. in Petroleum Engineering
- B.Sc. in Petroleum Geosciences
- B.Sc. in Chemistry
- B.Sc. in Mechanical Mathematics and Statistics

Auf Postgraduate-Ebene werden 15 Studiengänge angeboten:
- M.A. in International and Civil Security
- M.Sc. in Information Security
- M.Sc. in Chemical Engineering
- M.Sc. in Electrical and Computer Engineering
- M.Sc. in Engineering Systems and Management
- M.Sc. in Materials Science and Engineering
- M.Sc. in Petroleum Engineering
- M.Sc. in Sustainable Critical Infrastructure
- M.Sc. in Water and Environmental Engineering
- M.Sc. by Research in Engineering
- Master of Engineering in Health, Safety and Environmental Engineering
- M.Sc. in Mechanical Engineering
- M.Sc. in Nuclear Engineering
- M.Sc. by Research in Engineering (Electrical und Computer)
- Ph.D. in Engineering (mit den Spezialisierungsmöglichkeiten Electrical and Computer, Mechanical, Aerospace, Biomedical, Nuclear, oder Robotics Engineering)

## Akkreditierung
Alle akademischen Programme an der Universität sind vom Bildungsministeriums der VAE akkreditiert, und die ABET-Akkreditierung für die neuen Programme findet derzeit statt.

## Akademische Partnerschaften
In den letzten Jahren hat die Khalifa University eine Reihe von internationalen akademischen und Forschungspartnerschaften aufgebaut. Dazu gehören Partnerschaften mit dem Georgia Institute of Technology, dem Texas A&M University Nuclear Security Science & Policy Institute, und dem KAIST.

## Ranking
- 2019: Im Times Higher Education Asia University Rankings erlangte die Khalifa University weltweit Rang 28, Rang 1 für die Vereinigten Arabischen Emirate und Rang 2 für den arabischen Raum.[9]
- 2020: Im QS World University Rankings erreichte die Khalifa University Rang 211.[10]
- 2022: Auf der QS-Weltrangliste der besten Universitäten erlangte sie Rang 183.[11]

## Weblink
- Offizielle Website